# Liste der Brücken über den Trient
Die Liste der Brücken über den Trient enthält die Brücken des Trient im Kanton Wallis in der Schweiz, von der Quelle beim Trientgletscher bis zur Mündung bei Vernayaz in die Rhone.

## Brückenliste
33 Brücken und Stege überqueren den Fluss: 15 Fussgänger-, 10 Strassen-, vier Feldweg-, zwei Rohrleitungs- und zwei Eisenbahnbrücken.
| Bild | Name                                   | Ort(e)              | Lage | Funktion                                                   | Konstruktion                           | Material    | Länge in m | Höhe m ü. M. | Bemerkungen |
| ---- | -------------------------------------- | ------------------- | ---- | ---------------------------------------------------------- | -------------------------------------- | ----------- | ---------- | ------------ | --- |
|      | Steg beim Châlet du Glacier            | Trient              |      | Fussgängerbrücke                                           | Balkenbrücke                           | Holz        | 24         | 1569         | - Wanderweg - Der Übergang ist nicht behindertengerecht (Treppenstufen). - Auf einem Fels bei der Brücke ist ein hölzernes Wegkreuz mit der Jahreszahl 2003 angebracht. - Oberhalb der Brücke befindet sich die Buvette Trientgletscher. - Flussaufwärts erstreckt sich das 14 Hektaren grosse national geschützte Auengebiet Source du Trient.                                           |
|      | Wehrsteg                               | Trient              |      | Fussgängerbrücke                                           | Balkenbrücke                           | Stahl       | 13         | 1547         | - Der private Steg mit Treppe führt über einen Staudamm. - An einer Kette ist ein Hinweisschild angebracht: Zutritt verboten |
|      | Brücke bei Magnin                      | Trient              |      | Feldwegbrücke                                              | Balkenbrücke                           | Stahl       | 14         | 1389         | - Achtung Murganggefahr |
|      | Pont du Beringe                        | Trient              |      | Feldwegbrücke                                              | Balkenbrücke                           | Stahl Holz  | 11         | 1348         | - Die Brücke wurde 2007 erbaut. |
|      | Peuty-Brücke                           | Trient              |      | Strassenbrücke (zweispurig)                                | Balkenbrücke                           | Beton       | 13         | 1325         | - Via Alpina Roter Weg (Etappe 114 Trient – Champex) |
|      | Le Praillon-Brücke                     | Trient              |      | Strassenbrücke (zweispurig) 248                            | Balkenbrücke                           | Beton       | 10         | 1296         | - Die Brücke wurde 1950 erbaut. - Maximale Tragfähigkeit: 18 t - Wanderland-Route 6 Alpenpässe-Weg (Etappe 37 Trient – Lac d’Emosson) |
|      | Pont du Moulin-Brücke                  | Trient              |      | Fussgängerbrücke                                           | Balkenbrücke                           | Stahl Holz  | 10         | 1287         | - Die Brücke wurde 2020 erbaut. |
|      | Tornays-Brücke                         | Trient              |      | Feldwegbrücke                                              | Balkenbrücke                           | Beton       | 11         | 1279         | - Allgemeines Fahrverbot: Ausgenommen forstwirtschaftlicher Verkehr und Personen mit Spezialbewilligung |
|      | Bourgatey-Brücke                       | Trient              |      | Strassenbrücke (einspurig)                                 | Balkenbrücke                           | Beton       | 11         | 1276         | |
|      | Messstation-Steg                       | Trient              |      | Fussgängerbrücke                                           | Balkenbrücke                           | Stahl       | 10         | 1273         | - Steg mit abschliessbarem Tor und Treppenstufen. |
|      | Route de la Forclaz-Brücke             | Trient              |      | Strassenbrücke (zweispurig) mit schmalen Trottoirs 203     | Balkenbrücke                           | Beton       | 42         | 1268         | - Die Brücke wurde 1951 erbaut. - Überholen verboten - Höchstgeschwindigkeit 80 km/h - PostAuto-Buslinie 213 (Martigny – Trient – Le Châtelard) |
|      | Bierle-Brücke                          | Trient              |      | Strassenbrücke (einspurig)                                 | Balkenbrücke                           | Beton       | 19         | 1260         | |
|      | Brücke bei La Ferrière                 | Trient              |      | Fussgängerbrücke                                           | Balkenbrücke                           | Beton       | 14         | 1247         | |
|      | Steg bei La Ferrière                   | Trient              |      | Fussgängerbrücke                                           | Balkenbrücke                           | Beton       | 13         | 1244         | |
|      | Route de Litroz-Brücke                 | Trient              |      | Feldwegbrücke mit Rohrleitung an der Brückenwand           | Bogenbrücke mit obenliegender Fahrbahn | Beton       | 13         | 1206         | - Allgemeines Fahrverbot: Anwohner gestattet - Wanderweg |
|      | Steg bei Brotey                        | Trient              |      | Fussgängerbrücke                                           | Balkenbrücke                           | Stahl       | 14         | 933          | - Bergwanderweg |
|      | Steg unterhalb Brotey                  | Finhaut – Trient    |      | Fussgängerbrücke                                           | Balkenbrücke                           | Holz        | 12         | 925          | - Bergwanderweg - Der Übergang ist nicht behindertengerecht (Treppe und Stufen). - Bei der Brücke befinden sich hölzerne Sitzbänke. |
|      | Les Leysettes-Brücke                   | Salvan              |      | Fussgängerbrücke                                           | Balkenbrücke                           |             | 13         | 706          | - Wanderweg |
|      | La Tailla-Brücke                       | Salvan              |      | Fussgängerbrücke                                           | Balkenbrücke                           |             | 13         | 657          | - Wanderweg |
|      | Pont de Gueuroz                        | Vernayaz            |      | Fussgänger- und Velobrücke                                 | Bogenbrücke mit obenliegender Fahrbahn | Beton       | 168        | 471          | - Die Strassenbrücke wurde 1932–1934 erbaut. - Das Bauwerk wurde 2004/05 gründlich instand gesetzt. - Sie überquert die Trientschlucht in einer Höhe von 187 m. - Seit der Eröffnung der neuen Brücke 1994 darf die alte nur noch von Fussgängern und Velofahrern benutzt werden. - Maximale Tragfähigkeit: 13 t - Das Bauwerk ist ein Kulturgut von regionaler Bedeutung.                |
|      | Pont Neuf Gueuroz                      | Vernayaz            |      | Strassenbrücke (zweispurig) 102                            | Sprengwerkbrücke                       | Stahl Beton | 178        | 471          | - Die Sprengwerkbrücke wurde 1992–1994 erbaut. - Überholen verboten - Höchstgeschwindigkeit 60 km/h - Sie überquert die Trientschlucht in einer Höhe von 189 m. - Sie führt die Kantonsstrasse von Martigny nach Salvan. |
|      | Oberer Holzsteg in der Trientschlucht  | Vernayaz            |      | Fussgängerbrücke                                           | Balkenbrücke                           | Holz        | 12         | 471          | - Der Steg befindet sich im unteren Abschnitt der Trientschlucht, die von Mai bis September besucht werden kann. - Die Trientschlucht ist im Bundesinventar der Landschaften und Naturdenkmäler von nationaler Bedeutung (BLN) aufgeführt ist. Die im Inventarwerk beschriebene geschützte Landschaft erstreckt sich über eine Fläche von 654 Hektaren.                                   |
|      | Unterer Holzsteg in der Trientschlucht | Vernayaz            |      | Fussgängerbrücke                                           | Balkenbrücke                           | Holz        | 13         | 471          | - Der Steg befindet sich im unteren Abschnitt der Trientschlucht, die von Mai bis September besucht werden kann. |
|      | Infanteriewerk Vernayaz-Brücke         | Vernayaz            |      | Fussgängerbrücke                                           | Balkenbrücke                           | Stahl       | 20         | 471          | - Über diese Brücke erfolgte der Personenzugang zur ehemaligen Militärfestung Infanterie-Fort Vernayaz A68/A69. - Heute wird die Brücke von Escape World für Fluchtspiele benutzt. |
|      | Rohrleitungsbrücke                     | Vernayaz – Martigny |      | Rohrleitungsbrücke                                         | Balkenbrücke                           | Stahl       | 24         | 457          | |
|      | MC-Brücke                              | Vernayaz – Martigny |      | Eisenbahnbrücke (eingleisig)                               | Bogenbrücke                            | Stahl       | 27         | 457          | - Höchstgeschwindigkeit 25 km/h - Bahnstrecke Martigny – Châtelard - Die meterspurige Bahnstrecke mit Zahnstangenabschnitten wurde 1906 eröffnet. - Die Strecke des Mont-Blanc Express wird von der Transports de Martigny et Régions (TMR) betrieben. - Um das Bauwerk unpassierbar zu machen wurde während des Zweiten Weltkriegs ein Sprengobjekt installiert.                         |
|      | Hauptstrasse-Brücke                    | Vernayaz – Martigny |      | Strassenbrücke (zweispurig) mit Velostreifen und Trottoirs | Balkenbrücke                           | Beton       | 20         | 457          | - Die Brücke wurde 1999 erbaut. - Sie ersetzte eine Brücke von 1954. - Überholen verboten - Höchstgeschwindigkeit 50 km/h - PostAuto-Buslinie 220 (Evionnaz – Collonges – Dorénaz – Vernayaz – Martigny) - Wanderland-Route 70 Via Francigena (Etappe 7 St-Maurice – Martigny) - Um das Bauwerk unpassierbar zu machen wurde während des Zweiten Weltkriegs ein Sprengobjekt installiert. |
|      | SBB-Brücke                             | Vernayaz – Martigny |      | Eisenbahnbrücke (zweigleisig)                              | Bogenbrücke                            | Beton       | 38         | 456          | - Die Brücke wurde 2005 installiert. Sie ersetzte eine 20 m lange Stahlbrücke von 1908. - Höchstgeschwindigkeit 140 km/h - Bahnstrecke Lausanne – Brig - Der Bahnstreckenabschnitt Les Paluds – Martigny wurde 1859 eröffnet. - Die Bahnstrecke wird von der SBB betrieben. |
|      | La Verrerie-Brücke                     | Vernayaz – Martigny |      | Strassenbrücke (einspurig)                                 | Fachwerkbrücke                         | Stahl       | 28         | 455          | - Maximale Tragfähigkeit: 3,5 t - Felsblöcke dienen als Durchfahrtssperre. - Via Alpina Roter Weg (Etappe 107 Col du Demècre – Vernayaz) |
|      | Rohrleitungsbrücke                     | Vernayaz – Martigny |      | Rohrleitungsbrücke                                         | Balkenbrücke                           | Stahl       | 22         | 453          | |
|      | Route de Rosel-Brücke                  | Vernayaz – Martigny |      | Strassenbrücke (zweispurig)                                | Balkenbrücke                           | Beton       | 23         | 453          | - Höchstgeschwindigkeit 50 km/h |
|      | Pont sur le Trient (A9-Autobahn)       | Vernayaz – Martigny |      | Autobahnbrücke (vierspurig) mit Pannenstreifen             | Balkenbrücke                           | Beton       | 66         | 452          | - Höchstgeschwindigkeit 120 km/h - Das Bauwerk überquert auch eine Lokalstrasse und einen Wanderweg. |
|      | Brücke bei der Rhonemündung            | Vernayaz – Martigny |      | Fussgängerbrücke                                           | Balkenbrücke                           | Stahl       | 25         | 451          | - Skatingland-Route 2 Rhône Skate (Etappe 4 Martigny – Aigle) - Veloland-Route 1 Rhone-Route (Etappe 5 Martigny – Montreux) - Wanderweg |